# Guerra dei conti di Turingia
La guerra dei conti della Turingia (in tedesco Thüringer Grafenkrieg   ), o Faida dei conti della Turingia (Thüringer Grafenfehde) fu un conflitto tra diverse antiche famiglie aristocratiche e la Casata di Wettin per la supremazia in Turingia. La guerra durò dal 1342 al 1346.

## Storia
Nel 1247, l'ultimo langravio della Turingia della Casa dei Ludovingi, Enrico Raspe, morì senza un erede maschio. Durante la guerra di successione che seguì, Enrico l'Illustre, margravio di Meissen, vinse finalmente il langraviato per la Casata di Wettin, mentre i territori dell'Assia andarono a Enrico I d'Assia e formarono il nuovo langraviato d'Assia. Il nipote di Enrico l'Illustre, Federico I, il Coraggioso, e suo figlio, Federico II, il Serio, cercarono di assicurarsi la sovranità dei Wettin sulla Turingia e così caddero inevitabilmente in opposizione con gli altri principi del paese.
Il 1º settembre 1342, i vari conti e signori di Turingia siglarono un patto ad Arnstadt che li alleò di fatto contro Federico il Serio. Le parti dell'alleanza includevano i conti di Schwarzburg, Weimar-Orlamünde e Hohnstein e i protettori di Gera e Plauen. Il conflitto scoppiò in ottobre. L'arcivescovo dell'elettorato di Magonza, Enrico III di Virneburg, già in disputa con i cittadini di Erfurt sui titoli di città, sostenne i conti e così i cittadini di Erfurt si schierarono dalla parte di Federico il Serio.
Entro il 14 dicembre 1342 fu firmato il primo trattato di pace, mediato dall'imperatore. Poiché i conti e i protettori erano obbligati a pagare una somma molto alta - 338.000 marchi d'argento di Erfurt - per "aver infranto la pace", ma quest'ultima non resse e presto i combattimenti si riaccesero. Federico allora cercò di indebolire gli alleati avversari stipulando trattati separati con i suoi nemici: prima il 6 settembre 1343 con i protettori avvocati di Gera e Plauen, il 28 luglio 1345 con gli Schwarzburg, e infine l'11 aprile 1346 nel Trattato di Dresda con il Conte di Weimar-Orlamünde. Ciascuno degli alleati dovette trasformare i propri territori principali in feudi dei Wettin, perdendo così la propria immediatezza imperiale e la propria indipendenza politica.
L'esito della guerra comitale rafforzò la posizione dei Wettin in Turingia, sebbene non fossero riusciti a scacciare definitivamente gli Schwarzburg e gli avvocati dalla Turingia e questi vassalli continuarono a svolgere un ruolo importante fino alla fine della monarchia in Turingia nel 1918 (cfr Schwarzburg-Rudolstadt, Schwarzburg-Sondershausen, Reuss). Tuttavia, dopo la guerra dei conti non poterono espandere ulteriormente i loro territori, ma furono confinati nelle loro terre d'origine e pertanto non più in grado di minacciare il predominio dei Wettin in Turingia. Per i conti di Weimar-Orlamünde il risultato della guerra significò la fine della loro immediatezza imperiale. Poco dopo Weimar passò a Wettin come feudo concordato e divenne un'importante residenz del ramo ernestino dei Wettin (cfr Sassonia-Weimar e Sassonia-Weimar-Eisenach).